# Uma Arlinda Mulher
"Uma Arlinda Mulher" é uma canção da banda Mamonas Assassinas lançada em 1995 em seu único álbum, Mamonas Assassinas, e composta pelo vocalista Dinho, o guitarrista Bento Hinoto e o tecladista Júlio Rasec.

## História
"Uma Arlinda Mulher" é uma das sete canções compostas, segundo o produtor Rick Bonadio (o Creuzebek), em uma semana por causa dos requisitos de contrato da EMI, gravadora que queria que eles tivessem pelo menos dez músicas para que o álbum fosse lançado, mas eles só tinham três.
A canção satiriza um romance e mistura um estilo musical mais calmo com rock quando faz alusão à canção "Fake Plastic Trees" (1995), da banda britânica Radiohead, em sua estrutura e copia a chamada de guitarra distorcida de "Creep" (1993), também do Radiohead. Na canção, também há momentos em que o tecladista Júlio Rasec satiriza o estilo vocal do músico Belchior e isso dá origem à vinheta Belchi.